# VV Halen-Zelem
VV Halen-Zelem was een Belgische voetbalclub uit Zelem in Halen. De club sloot zich in 1997 aan bij de KBVB met stamnummer 9319, toen de damesploeg van Herk Sport onafhankelijk werd. In 1999 werd de ploeg echter al geschrapt. Als Herk Sport werd de ploeg driemaal Belgisch kampioen. 

## Geschiedenis

#### Herk Sport (1971-1997)
In 1971 richtte de Belgische voetbalbond voor het eerst officieel vrouwenvoetbal in. Herk Sport uit Sint-Lambrechts-Herk bij Hasselt trad dat eerste jaar meteen met een damesploeg aan. De club was bij de bond aangesloten met stamnummer 5905. Het eerste elftal bij de heren speelde al enkele decennia in de Limburgse provinciale reeksen.
De eerste twee seizoenen werd het damesvoetbal nog gespeeld in drie regionale reeksen. Herk Sport eindigde meteen bij de beteren van zijn reeks. Vanaf 1973 was er nationaal één reeks op het hoogste niveau. Ook na deze hervorming bleef Herk bij de beteren, en eindigde dit eerste seizoen alweer als derde.
De ploeg bleef de volgende jaren bij de beteren en in 1978/79 werd men voor het eerst landskampioen. Herk Sport kon deze titel het jaar erop niet verlengen, maar strandde op een tweede plaats. In de Beker van België behaalde men dat jaar voor het eerst een plaats in de finale, maar ook hier werd de hoofdprijs niet binnengehaald.
Herk Sport bleef een topper en de ploeg stapelde in de competitie de ereplaatsen op. Zo eindigde men tweede in 1983, 1985, 1987 en 1988 en derde in 1982, 1984 en 1986. In de Beker van België kende Herk Sport iets meer succes. Zowel in 1983 als 1988 werd er opnieuw een finaleplaats gehaald, die telkens werd gewonnen.
In 1989 kende men opnieuw succes in de competitie: tien jaar na de eerste landstitel werd Herk Sport voor een tweede maal kampioen. Herk bleef in de top. In 1992 won de ploeg voor de derde keer de Belgische Beker en in 1993 werd de derde landstitel behaald. Herk Sport speelde in 1993 ook opnieuw de bekerfinale, maar deze werd niet gewonnen. In 1994 greep men zowel in de competitie als de beker net naast de prijzen: Herk Sport werd tweede in de competitie en verloor de bekerfinale. De volgende seizoenen eindigde men nog tweemaal als derde, maar daarna zakte de ploeg weg.

#### VV Halen-Zelem (1997-1999)
In 1997 werd de damesafdeling van Herk Sport Hasselt zelfstandig. Men sloot zich aan bij de Belgische Voetbalbond als VV Halen-Zelem en kreeg er stamnummer 9319 toegekend. In 1999 strandde men na een slecht seizoen op de allerlaatste plaats. Halen-Zelem verloor al zijn competitiewedstrijden en eindigde met een doelsaldo van 14-164. Na ruim een kwarteeuw op het hoogste niveau zakte de ploeg zo naar Tweede Klasse. Ook daar vlotte het niet. De ploeg werd er in het eerste seizoen voorlaatste en zakte meteen helemaal weg. Uiteindelijk verdween de club helemaal.

## Erelijst
Belgisch landskampioen
winnaar (3): 1978/79, 1988/89, 1992/93
tweede (7): 1979/80, 1982/83, 1984/85, 1986/87, 1987/88, 1990/91, 1993/94
Beker van België
winnaar (3): 1983, 1988, 1992
finalist (3): 1980, 1993, 1994